# 谷脇康彦
谷脇 康彦（たにわき やすひこ、1960年〈昭和35年〉9月11日 - ）は、日本の郵政・総務官僚。
内閣サイバーセキュリティセンター副センター長、総務省総合通信基盤局長、総務審議官（郵政・通信担当）を歴任した。慶應義塾大学特別招聘教授、東京大学客員教授、国立情報学研究所客員教授も兼任した。NTT及び東北新社役職員による総務省幹部接待問題を受け、2021年3月、依願退職。現在、インターネットイニシアティブ代表取締役社長。

## 経歴
愛媛県松山市生まれ。愛光高等学校を経て、1984年、一橋大学経済学部卒業。大学卒業後、郵政省入省。入省同期に元内閣広報官の山田真貴子、元内閣官房内閣審議官兼内閣官房郵政民営化推進室長の武田博之、慶應義塾大学教授の中村伊知哉、株式会社かんぽ生命保険代表執行役社長の千田哲也などがいる。
経済協力開発機構事務局ICCP課を経て、郵便貯金畑から情報通信畑へ転向し、同期の中村伊知哉らとともにNTTグループ再編などを担当。郵政大臣秘書官などを経て、基礎的電気通信役務制度の創設や電気通信事業紛争処理委員会の設置などを担当する。
2002年より外務省在アメリカ合衆国日本国大使館参事官（ICT政策担当）。総務省復帰後は、「新競争促進プログラム2010」や「モバイルビジネス活性化プラン」の策定にあたり、SIMロック解除、携帯電話インセンティブの廃止、仮想移動体通信事業者の新規参入などの施策を行い、業界では「谷脇不況」とも称された。
内閣サイバーセキュリティセンター副センター長を経て、2016年より総務省情報通信国際戦略局長。2017年より総務省政策統括官（情報セキュリティ担当）、総務省総合通信基盤局長、2019年より総務審議官（郵政・通信担当）。2021年3月8日より総務省大臣官房付。同年3月16日、総務省退官。規制緩和により、携帯電話、ブロードバンドなどの通信業界の競争を進める施策を行った。2022年6月よりインターネットイニシアティブ取締役副社長。2025年4月には社長に昇格。
情報通信政策に詳しく、慶応義塾大学大学院メディアデザイン学科特別招聘教授、東京大学大学院情報学環客員教授、情報経営イノベーション専門職大学超客員教授、国立情報学研究所客員教授（研究開発連携）、放送大学協力講師、国際大学GLOCOM上席客員研究員、明治大学社会イノベーション・デザイン研究所客員研究員、一般社団法人情報社会デザイン協会顧問、文部科学省学びのイノベーション推進協議会委員、経済産業省産業サイバーセキュリティ研究会オブザーバー等も兼任した。

### 不祥事

#### 東北新社による接待問題
次期総務事務次官候補とされたが、2021年2月24日、東北新社役職員による総務省幹部接待問題に関与していたため、国家公務員倫理規規定に違反したとして、減給の懲戒処分を受けた。谷脇は、菅義偉の長男を含む東北新社側から4回にわたる会食で飲食代やタクシー券、手土産など計約11万8000円の接待を受けていた。

#### NTTによる供応接待問題
谷脇康彦が2018年から2020年にかけて計3回、NTTの鵜浦博夫前社長や、澤田純社長や、子会社・NTTデータの岩本敏男前社長からも高額な接待を受けていたことを2021年3月3日に週刊文春が報じた。2018年6月には坂井学総務副大臣が篠原弘道とNTT側の費用負担で会食を行った。2018年11月には、鈴木茂樹総務審議官と、秋本芳徳総務省電気通信事業部長を接待を受け、NTT側が全額を負担した。週刊文春によると、2019年12月20日と2020年9月1日には高市早苗総務大臣が、澤田社長らと会食したとも報じれられた。2020年6月4日には当時総務審議官だった山田真貴子も、総務省国際戦略局長の巻口英司とともに、NTTの澤田純社長と北村亮太執行役員から接待を受けていた。2020年9月に寺田稔総務副大臣が、NTT側の負担で澤田社長と会食をした。NTTは総務大臣から事業計画などの認可を受けて経営されており、一般職国家公務員の場合、総務省幹部がNTT側から供応接待を受けることは、国家公務員倫理法に抵触する疑いがある。
谷脇は2020年7月3日に、NTTグループの関連会社が運営する麻布十番の会員制レストランにある「ピオニー」と呼ばれる最上級の個室で、岩本前社長から接待を受けていた。当時、外務審議官だった金杉憲治も同席しており、計4人の飲食代の合計は約19万3千円だった。
また谷脇は2018年9月4日と9月20日にも同店で接待を受けていた。9月4日はNTT社長を退任したばかりの鵜浦博夫相談役ら3人で会食し、総額30万2千円と一人10万円を超える接待を受けた。9月20日はNTTの澤田社長ら3人で会食し、総額8万7千円だった。
NTT側からの接待は、3回合計の総額で58万円超、谷脇が受けた接待額は計17万円を超える計算になる。1回目の接待は2万円の「フレンチコース」に13万5,000円の赤ワイン、3回目は1万6,000円の「ヘルシーコース」に、3万4,000円の赤ワインや4万8,000円の大吟醸などが振る舞われた。国家公務員の倫理規程では、1万円を超える接待の場合は届け出が必要だが、谷脇は一度も届けを出していなかった。
3月1日に衆院予算委で森山浩行議員から「東北新社以外の衛星放送各社、民放やNHK、あるいは通信会社の社長から接待を受けたことはありますか」と問われ、谷脇は「公務員倫理法に違反する接待を受けたということはございません」などと答えてきた。
谷脇は3月5日の参院予算委員会で、2020年7月の計4人の飲食代の合計は約19万3千円だった会食に関して「会費として5000円を支払った」と答弁した。
谷脇は国会答弁で3回とも「会費を支払った」としたが、総務省は3月8日、3回のうち2回で払っていなかったと認定する調査結果を発表した。武田良太総務相は3月8日、「（国家公務員対象の）倫理法令に違反する疑いが高い」と述べた上で、谷脇を大臣官房付に更迭する人事を発表した。
「行政に対する信用を失墜させるに至った、その責をひしひしと感じている」とし、3月16日付で依願退官。同年9月、河口洋一郎東京大学名誉教授が会長を務める融合研究所がホストとなり、谷脇を事務局に迎え、同期の中村並びに、堀部政男一橋大学名誉教授、喜連川優国立情報学研究所所長、徳田英幸情報通信研究機構理事長、坂村健東洋大学教授、村井純慶應義塾大学教授が発起人としてデジタル政策フォーラムを設立。

## 年譜
- 国家公務員採用上級甲種試験（試験区分：経済）合格
- 1984年4月1日：郵政省入省。貯金局経営企画課経営調査室配属
- 1986年：郵政省通信政策局国際協力課
- 1987年：経済協力開発機構出向
- 1989年：郵政省大臣官房企画課主査
- 1990年：西条郵便局長
- 1991年5月：郵政省簡易保険局経営企画課長補佐
- 1993年7月：郵政省大臣官房文書課長補佐
- 1994年7月：郵政省電気通信局電気通信事業部事業政策課長補佐
- 1997年7月：関東郵政局郵務部長
- 1998年6月24日：郵政省貯金局経営計画課調査官（命）貯金局経営計画課経営調査室長[40]
- 1999年7月13日：郵政省簡易保険局企画業務課調査官[41]
- 1999年10月5日：郵政省大臣官房秘書課調査官（命）郵政大臣秘書官事務取扱[42]
- 2000年
  - 7月3日：郵政省大臣官房秘書課事務秘書官（命）郵政大臣秘書官事務取扱[43]
  - 7月4日：郵政省貯金局資金運用課総括専門官（市場運用担当）[44]
  - 8月7日：郵政省電気通信局電気通信事業部電気通信技術システム課番号企画室長（命）電気通信局電気通信事業部事業政策課付[45]
- 2005年8月15日：総務省総合通信基盤局電気通信事業部料金サービス課長[46]
- 2007年7月10日：総務省総合通信基盤局電気通信事業部事業政策課長[47]
- 2008年7月4日：総務省情報通信国際戦略局情報通信政策課長（併）内閣官房内閣参事官（内閣官房副長官補付）（命）内閣官房情報通信技術（IT）担当室室員[48][49]
- 2011年7月15日：総務省大臣官房企画課長[50][51]
- 2012年
  - 8月1日：総務省情報通信国際戦略局付[52]
  - 9月11日：総務省大臣官房審議官（情報流通行政局担当）（併）内閣官房内閣審議官（内閣官房副長官補付）（命）内閣官房情報通信技術（IT）担当室室員[52][53]
- 2013年
  - 6月4日：総務省大臣官房審議官（情報流通行政局担当）（併）内閣官房内閣審議官（内閣官房副長官補付）（命）内閣官房情報通信技術（IT）総合戦略室室員[54]
  - 6月28日：内閣官房内閣審議官（内閣官房副長官補付）（命）内閣官房情報セキュリティセンター副センター長[55]
- 2015年1月9日：内閣官房内閣審議官（内閣サイバーセキュリティセンター）（命）内閣サイバーセキュリティセンター副センター長[56]
- 2016年6月17日：総務省情報通信国際戦略局長[57][58]

2017年07月11日：総務省政策統括官（情報セキュリティ担当）
2018年07月20日：総務省総合通信基盤局長
2019年12月20日：総務審議官（郵政・通信担当）（命）総合通信基盤局長事務取扱
2020年07月20日：総務審議官（郵政・通信担当）
2021年03月08日：総務省大臣官房付
2021年03月16日：総務省退官
2021年09月00　：一般社団法人融合研究所顧問
2022年01月00　：インターネットイニシアティブ顧問
2022年06月00　：インターネットイニシアティブ取締役副社長
2025年04月01日：インターネットイニシアティブ代表取締役社長

## 著書
- 『融合するネットワーク：インターネット大国・アメリカは蘇るか』かんき出版、2005年、ISBN 978-4-7612-6279-2。
- 『インターネットは誰のものか』日経BP、2007年、ISBN 978-4-8222-4594-8。
- 『世界一不思議な日本のケータイ』インプレスR&D、2008年、ISBN 978-4-8443-2576-5。
- 『ミッシングリンク：デジタル大国ニッポン再生』東洋経済新報社、2012年、ISBN 978-4-492-50238-9。
- 『サイバーセキュリティ』岩波新書、2018年、ISBN 978-4004317425。
- 『対談で読み解くサイバーセキュリティと法律』（岡村久道編, 共著）商事法務、2019年、ISBN 978-4-7857-2757-4。
- 『教養としてのインターネット論 : 世界の最先端を知る「10の論点」』日経BP、2023年、ISBN 978-4-2960-0164-4。